# 姬曇花
姬曇花為原生於危地马拉以及墨西哥的仙人掌科植物。又名姫月下美人、小叶昙花、细叶昙花。